# Neoraja caerulea
Neoraja caerulea is een vissensoort uit de familie van de Rajidae. De wetenschappelijke naam van de soort is voor het eerst geldig gepubliceerd in 1976 door Stehmann.